# Noizay
Noizay est une commune française située dans le département d'Indre-et-Loire, en région Centre-Val de Loire.

## Géographie

### Situation et paysages
Noizay est un village rural de Touraine de 1 747 hectares qui est situé dans le département d'Indre-et-Loire (37), à 230 km de Paris, entre Tours (à 20 km) et Amboise (10 km).
Il s'étend entre la Loire, au sud, la plaine céréalière et  maraîchère traversée par la Cisse, et les coteaux consacrés au vignoble de l'AOC Vouvray.
|                              | Chançay                     |                  |
| Vernou-sur-Brenne            | Noizay                      | Nazelles-Négron  |
| La Loire Montlouis-sur-Loire | La Loire Lussault-sur-Loire | La Loire Amboise |

### Hydrographie

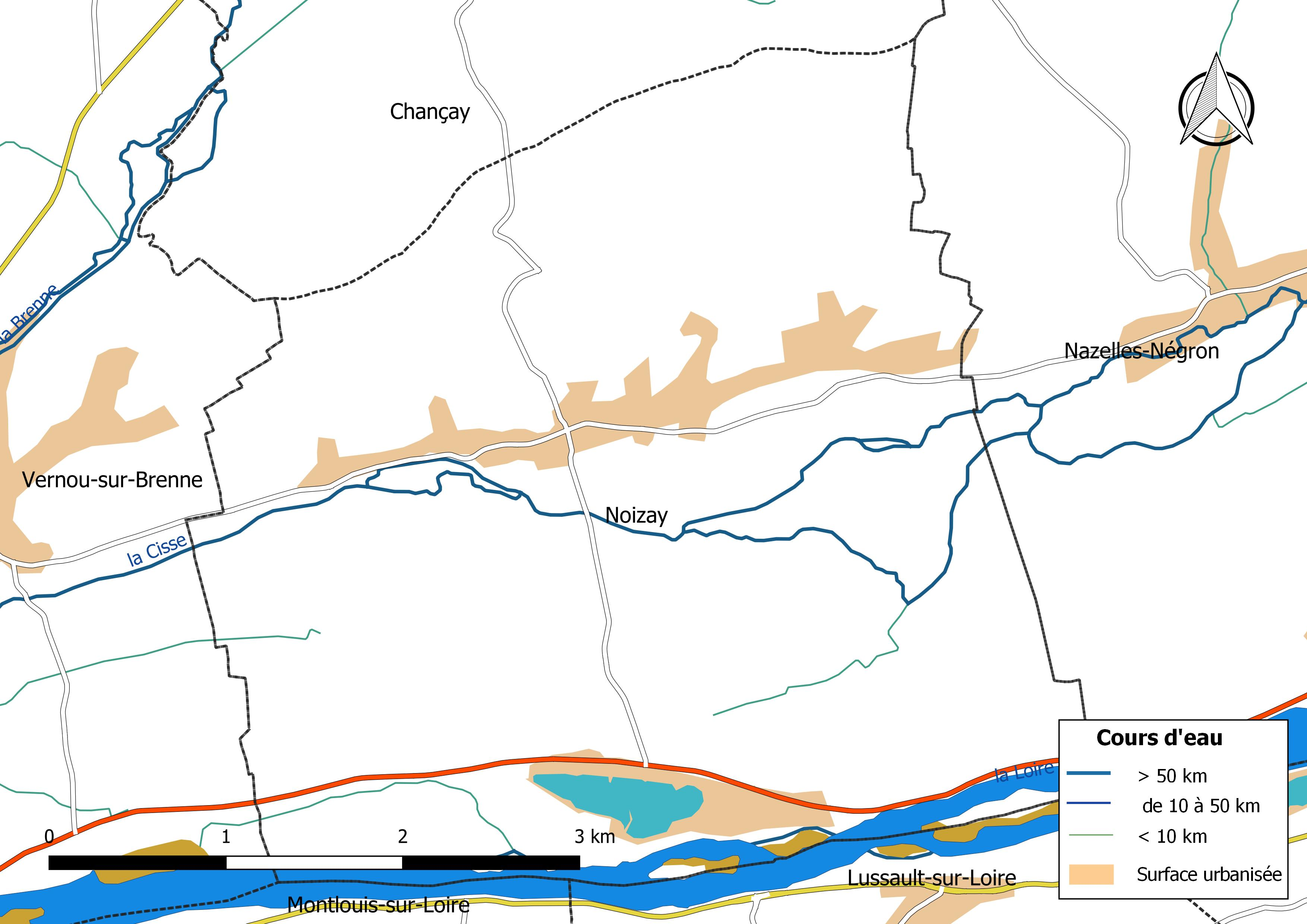
Réseau hydrographique de Noizay.

La commune est longée sur son flanc sud par la Loire (3,032 km) et traversée par la Cisse (5,058 km). Le réseau hydrographique communal, d'une longueur totale de 18,37 km, comprend en outre cinq petits cours d'eau,.
Le cours de la Loire s’insère dans une large vallée qu’elle a façonnée peu à peu depuis des milliers d’années. Elle traverse d'est en ouest le département d'Indre-et-Loire depuis Mosnes jusqu'à Candes-Saint-Martin, avec un cours large et lent. La Loire présente des fluctuations saisonnières de débit assez marquées. Sur le plan de la prévision des crues, la commune est située dans le tronçon de la Loire tourangelle, qui court entre la sortie de Nazelles-Négron et la confluence de la Vienne, dont la station hydrométrique de référence la plus proche est située à Tours [aval pont Mirabeau]. Le débit mensuel moyen (calculé sur 62 ans pour cette station) varie de 112 m3/s au mois d'août  à 622 m3/s au mois de février. Le débit instantané maximal observé sur cette station est de 3 050 m3/s et s'est produit le 9 décembre 2003, la hauteur maximale relevée a été de 5,78 m ce même jour,. La hauteur maximale historique a été atteinte le 3 juin 1856 avec une hauteur inconnue mais supérieure à 6,20 m.
Sur le plan piscicole, la Loire est également classée en deuxième catégorie piscicole.
La Cisse, d'une longueur totale de 87,7 km, prend sa source à Rhodon en Loir-et-Cher,  et se jette dans la Loire à Vouvray, après avoir traversé 28 communes. La station hydrométrique de Nazelles-Négron permet de caractériser les paramètres hydrométriques de la Cisse. Le débit mensuel moyen (calculé sur 21 ans pour cette station) varie de 0,99 m3/s au mois d'août  à 4,22 m3/s au mois de janvier. Le débit instantané maximal observé sur cette station est de 29 m3/s le 28 décembre 1999, la hauteur maximale relevée a été de 1,85 m le 5 juin 2016,.
Ce cours d'eau est classé dans les listes 1 et 2 au titre de l'article L. 214-17 du code de l'environnement sur le Bassin Loire-Bretagne. Au titre de la liste 1, aucune autorisation ou concession ne peut être accordée pour la construction de nouveaux ouvrages s'ils constituent un obstacle à la continuité écologique et le renouvellement de la concession ou de l'autorisation des ouvrages existants est subordonné à des prescriptions permettant de maintenir le très bon état écologique des eaux. Au titre de la liste 2, tout ouvrage doit être géré, entretenu et équipé selon des règles définies par l'autorité administrative, en concertation avec le propriétaire ou, à défaut, l'exploitant,. 
Sur le plan piscicole, la Cisse est classée en deuxième catégorie piscicole. Le groupe biologique dominant est constitué essentiellement de poissons blancs (cyprinidés) et de carnassiers (brochet, sandre et perche).
Deux zones humides ont été répertoriées sur la commune par la direction départementale des territoires (DDT) et le conseil départemental d'Indre-et-Loire : « la vallée de la Cisse » et « la vallée de la Loire de Mosnes à Candes-Saint-Martin »,.

### Climat
Pour des articles plus généraux, voir Climat du Centre-Val de Loire et Climat d'Indre-et-Loire.
En 2010, le climat de la commune est de type climat océanique dégradé des plaines du Centre et du Nord, selon une étude du CNRS s'appuyant sur une série de données couvrant la période 1971-2000. En 2020, Météo-France publie une typologie des climats de la France métropolitaine dans laquelle la commune est exposée à un climat océanique altéré et est dans la région climatique Moyenne vallée de la Loire, caractérisée par une bonne insolation (1 850 h/an) et un été peu pluvieux.
Pour la période 1971-2000, la température annuelle moyenne est de 11,5 °C, avec une amplitude thermique annuelle de 14,7 °C. Le cumul annuel moyen de précipitations est de 713 mm, avec 10,8 jours de précipitations en janvier et 6,8 jours en juillet. Pour la période 1991-2020, la température moyenne annuelle observée sur la station météorologique de Météo-France la plus proche, « Amboise - Lycée », sur la commune d'Amboise à 7 km à vol d'oiseau, est de 12,2 °C et le cumul annuel moyen de précipitations est de 711,0 mm,. Pour l'avenir, les paramètres climatiques de la commune estimés pour 2050 selon différents scénarios d'émission de gaz à effet de serre sont consultables sur un site dédié publié par Météo-France en novembre 2022.

## Urbanisme

### Typologie
Au 1er janvier 2024, Noizay est catégorisée commune rurale à habitat dispersé, selon la nouvelle grille communale de densité à sept niveaux définie par l'Insee en 2022.
Elle appartient à l'unité urbaine de Tours, une agglomération intra-départementale regroupant 38  communes, dont elle est une commune de la banlieue,,. Par ailleurs la commune fait partie de l'aire d'attraction de Tours, dont elle est une commune de la couronne,. Cette aire, qui regroupe 162 communes, est catégorisée dans les aires de 200 000 à moins de 700 000 habitants,.

### Occupation des sols
L'occupation des sols de la commune, telle qu'elle ressort de la base de données européenne d’occupation biophysique des sols Corine Land Cover (CLC), est marquée par l'importance des territoires agricoles (77,6 % en 2018), une proportion sensiblement équivalente à celle de 1990 (77,9 %). La répartition détaillée en 2018 est la suivante : 
terres arables (27,2 %), cultures permanentes (23,5 %), prairies (22,3 %), forêts (8,8 %), eaux continentales (7,1 %), zones urbanisées (4,9 %), zones agricoles hétérogènes (4,6 %), milieux à végétation arbustive et/ou herbacée (1,6 %). L'évolution de l’occupation des sols de la commune et de ses infrastructures peut être observée sur les différentes représentations cartographiques du territoire : la carte de Cassini (XVIIIe siècle), la carte d'état-major (1820-1866) et les cartes ou photos aériennes de l'IGN pour la période actuelle (1950 à aujourd'hui).

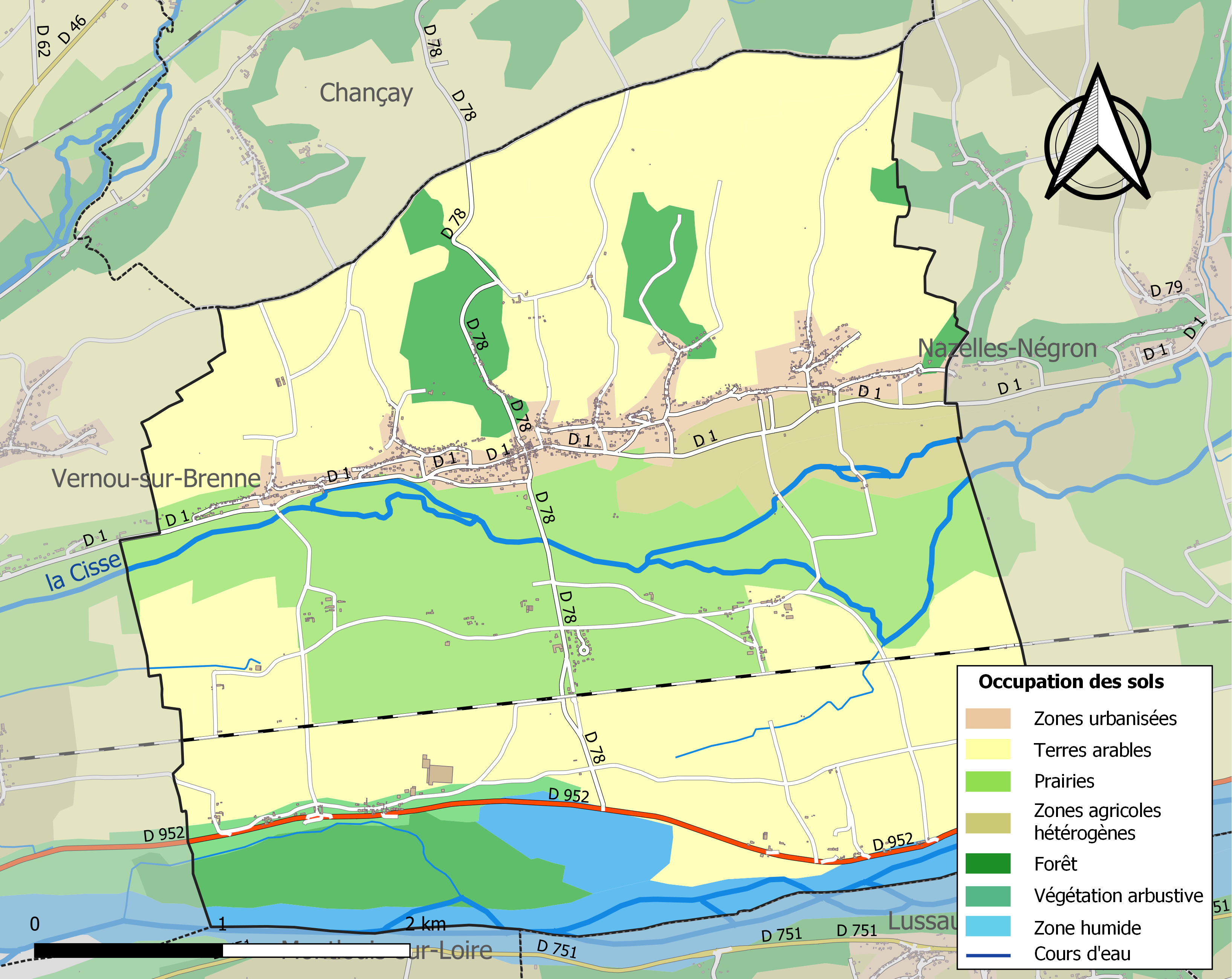
Carte des infrastructures et de l'occupation des sols de la commune en 2018 (CLC).

### Risques majeurs
Le territoire de la commune de Noizay est vulnérable à différents aléas naturels : météorologiques (tempête, orage, neige, grand froid, canicule ou sécheresse), inondations, mouvements de terrains et séisme (sismicité très faible). Un site publié par le BRGM permet d'évaluer simplement et rapidement les risques d'un bien localisé soit par son adresse soit par le numéro de sa parcelle.
Certaines parties du territoire communal sont susceptibles d’être affectées par le risque d’inondation par débordement de cours d'eau, notamment la Cisse et la Loire. La commune a été reconnue en état de catastrophe naturelle au titre des dommages causés par les inondations et coulées de boue survenues en 1988, 1999, 2000, 2001 et 2018,.

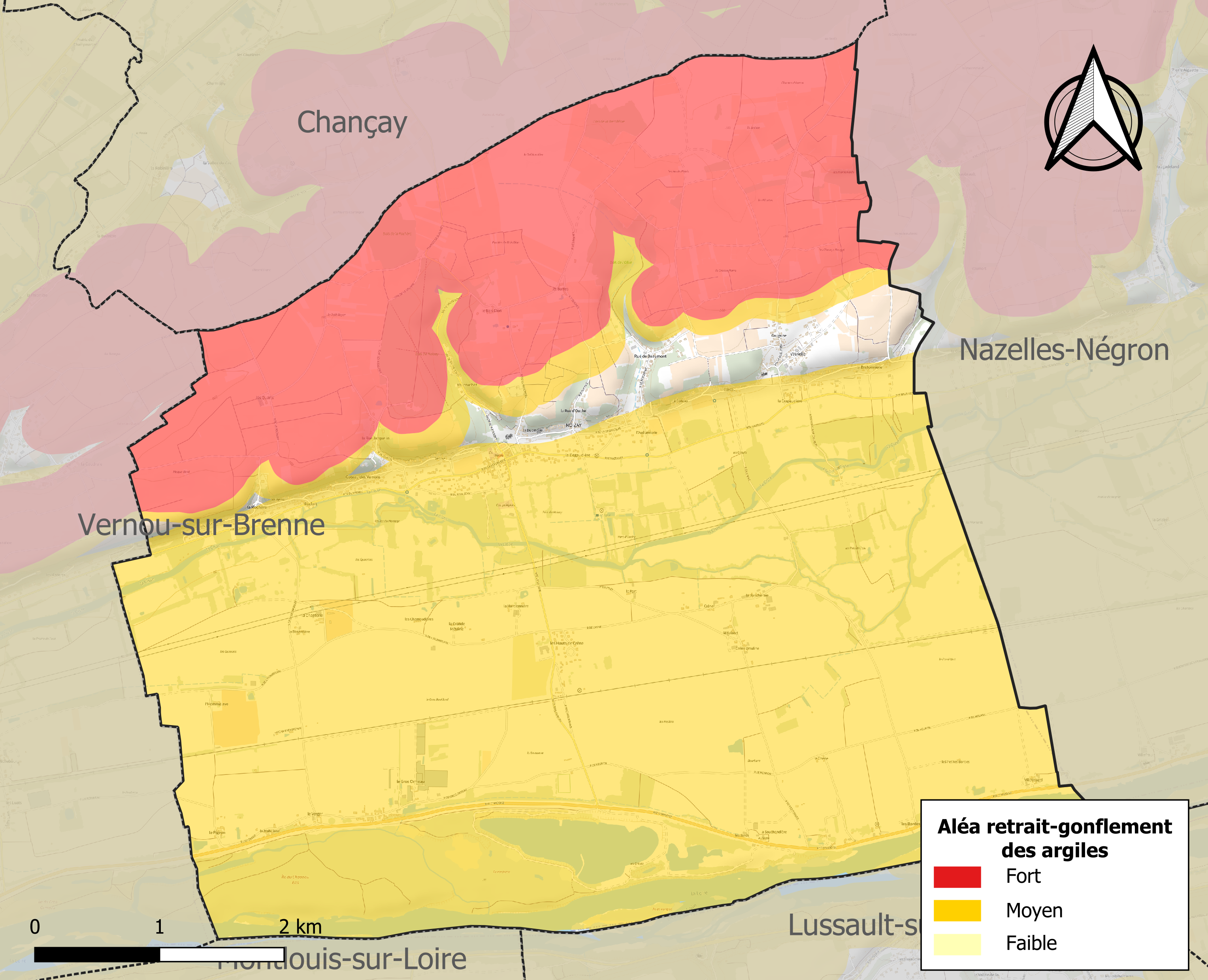
Carte des zones d'aléa retrait-gonflement des sols argileux de Noizay.

La commune est vulnérable au risque de mouvements de terrains constitué principalement du retrait-gonflement des sols argileux. Cet aléa est susceptible d'engendrer des dommages importants aux bâtiments en cas d’alternance de périodes de sécheresse et de pluie. 95,6 % de la superficie communale est en aléa moyen ou fort (90,2 % au niveau départemental et 48,5 % au niveau national). Sur les 655 bâtiments dénombrés sur la commune en 2019, 516 sont en aléa moyen ou fort, soit 79 %, à comparer aux 91 % au niveau départemental et 54 % au niveau national. Une cartographie de l'exposition du territoire national au retrait gonflement des sols argileux est disponible sur le site du BRGM,.
Concernant les mouvements de terrains, la commune a été reconnue en état de catastrophe naturelle au titre des dommages causés par des mouvements de terrain en 1995, 1999 et 2001.

## Toponymie
Le nom de la localité est attesté sous la forme latine Nogarentum en 886[réf. nécessaire] (cacographie probable pour *Nogaretum, d'après le suffixe -entum), Noerium en 1290[réf. nécessaire], Noezayum au XIIIe siècle, Nouezay en 1590.
Il s'agit d'un type toponymique gallo-roman *NUCARETU « lieu planté de noyers », sur la base des éléments *NUCARIU « noyer » (dérivé du latin nux, nucis « noix ») et suffixe collectif *-ETU (autrement noté -etum), qui qualifie « un ensemble de choses ».
La première forme *Nogaretum est conforme à l'évolution phonétique régulière : lénition du [c] intervocalique qui devient [g], puis s'amuït complètement [∅] en langue d'oïl (alors qu'en occitan, il se conserve au stade [g], d'où « nougat », emprunt au provençal, issu du bas latin *nucatum). Théoriquement, comme l'indique bien la forme de 1290, la forme attendue devrait être *No(i)ray comme Norrois, Noroy, Nourray, etc., cependant un phénomène secondaire est parfois observé dans le centre ouest de la France, à savoir le passage de [r] à [z] que l'on croit déceler également dans Nozay (Essonne, Noereiz au XIIe siècle).
Albert Dauzat et Charles Rostaing, qui ne citent que la forme Noezayum au XIIIe siècle, y ont vu, à tort semble-t-il, un *Nautiacum qu'ils croient reconnaître par ailleurs dans Noizé.

## Histoire
Noizay entre dans l'histoire en 886 dans un diplôme de Charles Le Gros. Au XIIIe siècle, Noizay, paroisse rurale, est également un domaine féodal. Ce fief relevait de la baronnie de Vernou qui dépendait de l'archevêque de Tours.

### La conjuration d'Amboise

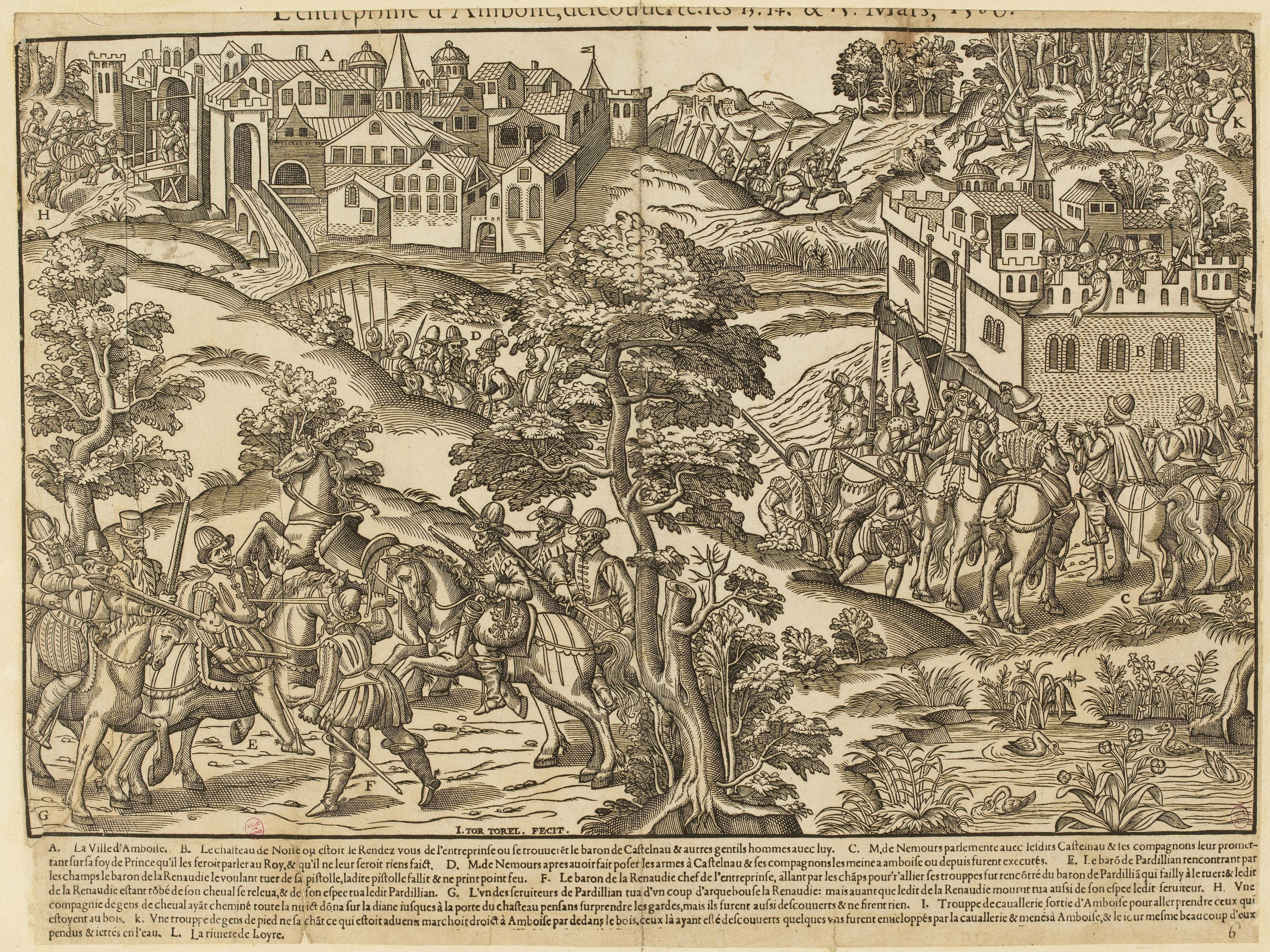
En 1560 lors de la Conjuration d'Amboise, sur la droite, de Castelnau est réuni au château avec des conjurés.

En 1560, un complot veut arracher François II à l'influence des Guise (catholiques) et faire admettre la liberté de conscience pour les protestants. L'enlèvement de François II est prévu le 15 mars 1560. Mais cette conspiration est éventée et le jeune roi est transféré dans la forteresse d'Amboise. Les conspirateurs se replient dans « la maison forte de Noizay ». Villemongis et Castelnau sont décapités à Amboise. Le corps de logis du château de Noizay brûla à cette époque.

### Époque classique
En 1594, le fief de Noizay devient une possession de Claude de Marolles, chevalier, gentilhomme ordinaire de la Maison du Roi. En 1651, la famille de Marolles, sans descendance, perd ce fief. Commencée en 1653, la reconstruction du château est achevée en 1717 par Nicolas Lefbvre de La Falluere.

### Révolution et empire
En mai 1789, Noizay connaît son dernier seigneur, Léonard Lefbvre de La Falluere. 
Par le décret du 26 janvier 1790, acte de naissance du département d'Indre-et-Loire, la commune de Noizay, faisant  partie du canton de Saint-Ouen, était rattachée au district d'Amboise. Puis, une municipalité cantonale est mise en place. Le 11 juin 1800 marque la fin de cette administration cantonale de Saint-Ouen. 
Lors de son mariage avec l'archiduchesse Marie-Louise, en avril 1810, Napoléon souhaite que 6000 de ses anciens militaires soient mariés à des jeunes filles méritantes. Pour le canton de Vouvray, après concertation de quelques personnalités, c'est un jeune soldat de Noizay, Michel Angellier qui est désigné. Son mariage, le 1er mai 1810, avec Catherine Melain, est célébré en grande pompe.

### La guerre de 1939-1945
Après le décès du maire et conseiller général, Octave Pardou, le 29 janvier 1941, le conseil municipal est dissous. La loi du 5 avril 1884 prévoyait dans ce cas l'instauration d'une délégation spéciale. Celle-ci entre en vigueur le 8 mars 1941. Elle reste en place jusqu'à la Libération. En septembre 1944, une nouvelle équipe dirigeante est installée en attendant les élections municipales d'avril 1945.

## Politique et administration
| Période                                  | Période   | Identité               | Étiquette | Qualité              |
| ---------------------------------------- | --------- | ---------------------- | --------- | -------------------- |
| maire en 1967                            | ?         | Hubert André           | DVD       | Exploitant agricole  |
| mars 2001                                | mars 2008 | Gérard Lecoq           |           |                      |
| mars 2008                                | mai 2020  | Jean-Pierre Vincendeau | DVD       | Agriculteur retraité |
| 23 mai 2020                              | En cours  | Pierre Morin           | DVG       | formateur en CFA     |
| Les données manquantes sont à compléter. |           |                        |           |                      |

## Population et société

### Démographie
L'évolution du nombre d'habitants est connue à travers les recensements de la population effectués dans la commune depuis 1793. Pour les communes de moins de 10 000 habitants, une enquête de recensement portant sur toute la population est réalisée tous les cinq ans, les populations de référence des années intermédiaires étant quant à elles estimées par interpolation ou extrapolation. Pour la commune, le premier recensement exhaustif entrant dans le cadre du nouveau dispositif a été réalisé en 2004.

En 2022, la commune comptait 1 142 habitants, en évolution de −0,35 % par rapport à 2016 (Indre-et-Loire : +1,67 %, France hors Mayotte : +2,11 %).
| 1793  | 1800  | 1806  | 1821  | 1831  | 1836  | 1841  | 1846  | 1851  |
| ----- | ----- | ----- | ----- | ----- | ----- | ----- | ----- | ----- |
| 1 058 | 1 151 | 1 166 | 1 122 | 1 187 | 1 155 | 1 104 | 1 104 | 1 149 |

| 1856  | 1861  | 1866  | 1872  | 1876  | 1881  | 1886  | 1891  | 1896  |
| ----- | ----- | ----- | ----- | ----- | ----- | ----- | ----- | ----- |
| 1 067 | 1 120 | 1 226 | 1 193 | 1 131 | 1 160 | 1 153 | 1 072 | 1 055 |

| 1901  | 1906  | 1911  | 1921  | 1926  | 1931  | 1936 | 1946 | 1954 |
| ----- | ----- | ----- | ----- | ----- | ----- | ---- | ---- | ---- |
| 1 044 | 1 051 | 1 068 | 1 034 | 1 000 | 1 000 | 928  | 935  | 873  |

| 1962 | 1968 | 1975 | 1982 | 1990  | 1999  | 2004  | 2006  | 2009  |
| ---- | ---- | ---- | ---- | ----- | ----- | ----- | ----- | ----- |
| 948  | 862  | 900  | 957  | 1 037 | 1 155 | 1 099 | 1 091 | 1 131 |

| 2014  | 2019  | 2022  | - | - | - | - | - | - |
| ----- | ----- | ----- | - | - | - | - | - | - |
| 1 151 | 1 134 | 1 142 | - | - | - | - | - | - |

### Enseignement
Noizay se situe dans l'Académie d'Orléans-Tours (Zone B) et dans la circonscription d'Amboise.
L'école primaire Octave Pardou accueille les élèves de la commune.

## Culture locale et patrimoine

### Lieux et monuments
- Église Saint-Prix

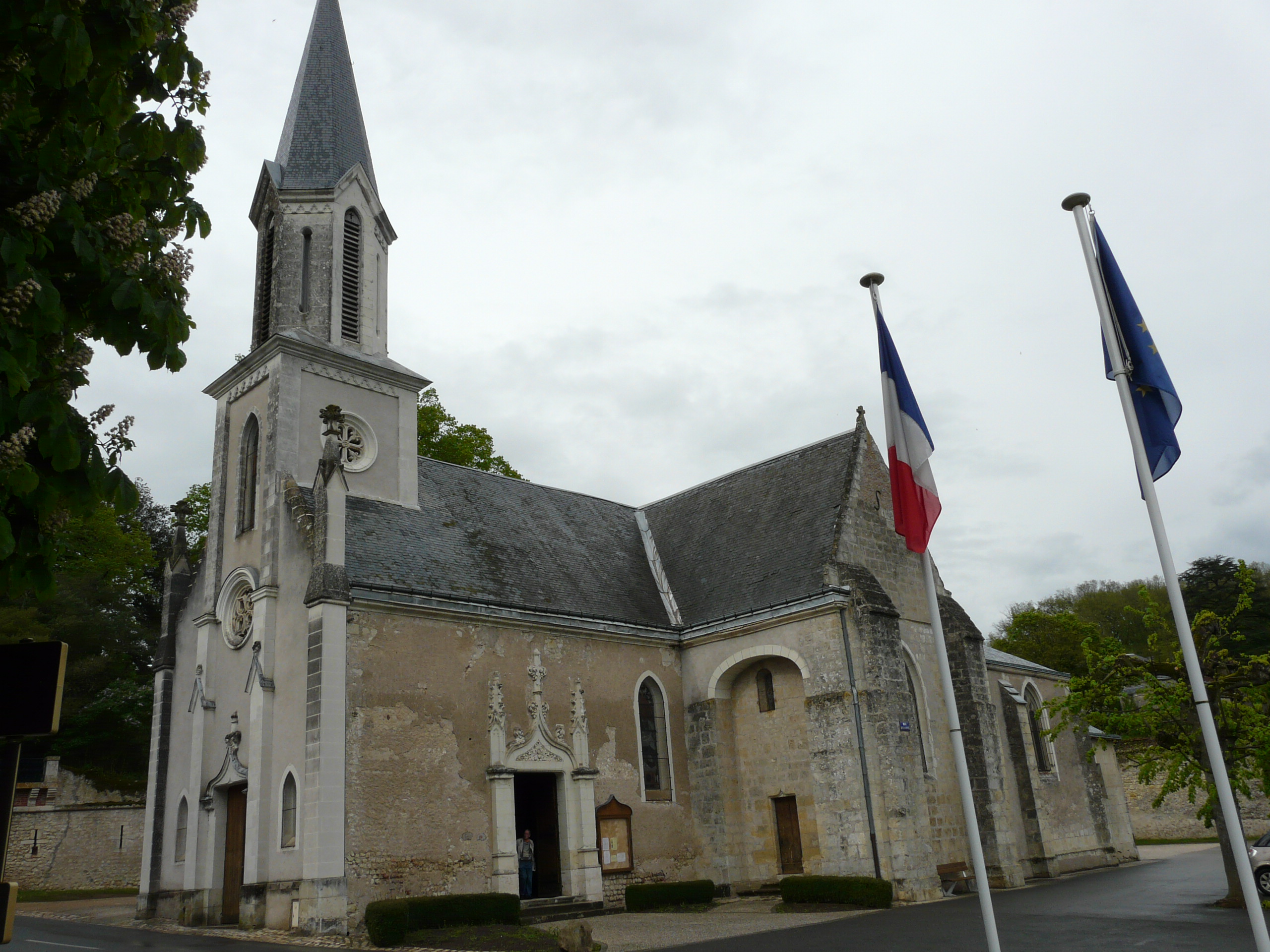
Église Saint-Prix de Noizay.

La nef a été construite au XIe siècle tandis que les chapelles latérales ont ensuite été ajoutées au XIIe et le chœur au XVe siècle. Elle possède encore des vitraux ainsi qu’une pietà du XVIe. La restauration du XIXe siècle a reconstruit la façade et le clocher.

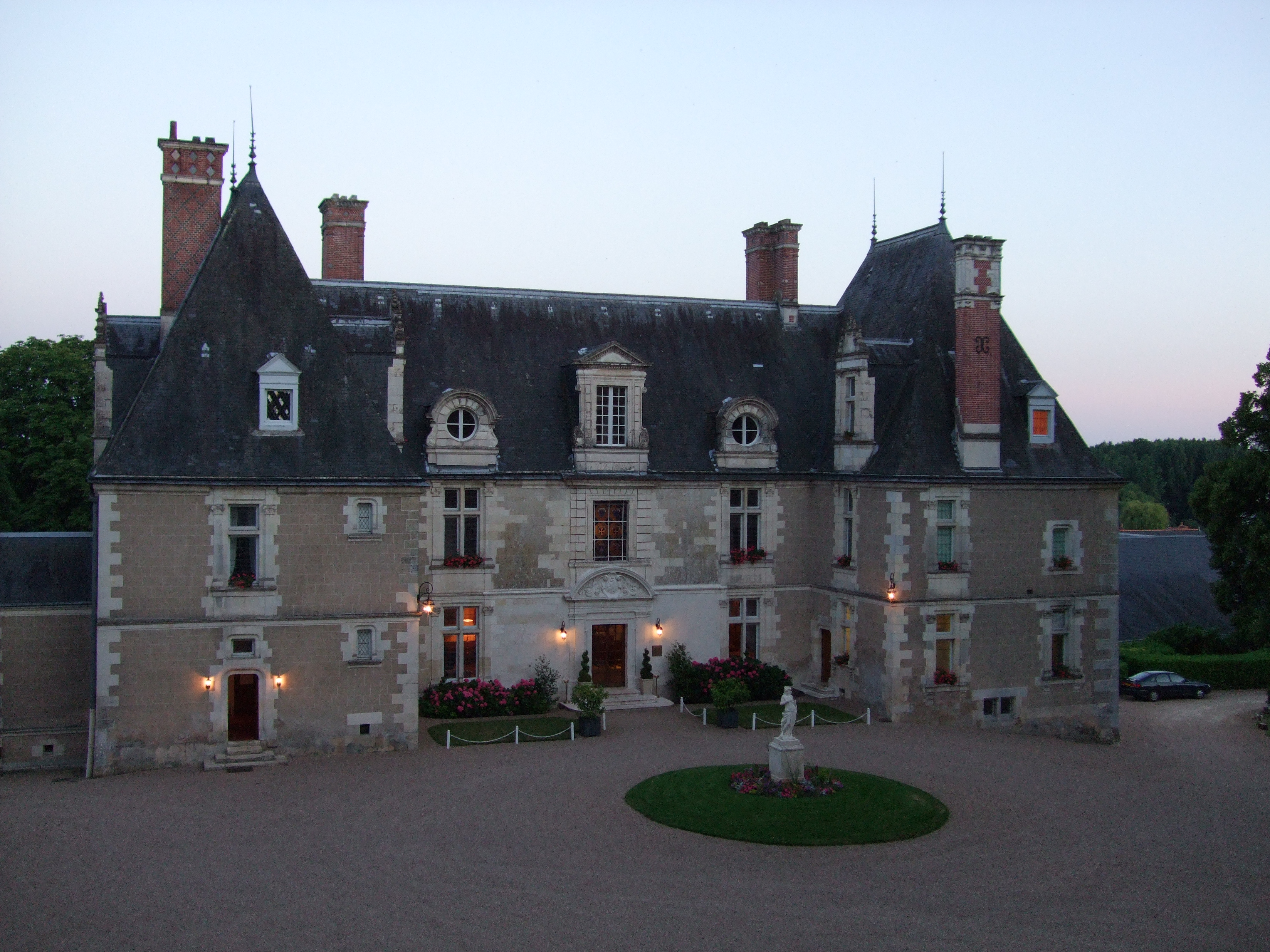
Le château de Noizay.

- château de Noizay : exemple d'un château-hôtel, membre des Relais & châteaux, le château de Noizay de style Renaissance (1520) a été entièrement rénové en 1989. Il fut le fief des protestants durant la conjuration d'Amboise en 1560. Il possède un jardin à la française.

- manoir d'Anzan, ancienne résidence de la famille Lelarge d'Ervau

### Personnalités liées à la commune
- Francis Poulenc, membre du Groupe des six, musicien français, habita à Noizay la maison du "Grand Coteau" qu'il acheta en 1927.
- Jacques Brugnon, spécialiste du double au tennis parmi les Quatre mousquetaires, y a résidé avec sa famille et est inhumé au cimetière communal.

### Héraldique
| Blason de Noizay | Les armes de Noizay se blasonnent ainsi : « d'azur, au cep de vigne à deux sarments tigés et feuillés d'or, fruités chacun de trois grappes de gueules, enfermant un château d'argent ouvert et maçonné de sable, sommé de trois tours couvertes et girouettées du même ; ledit cep posé sur une champagne d'or chargée d'une jumelle ondée d'azur ». |